# Jüdenstraße 27

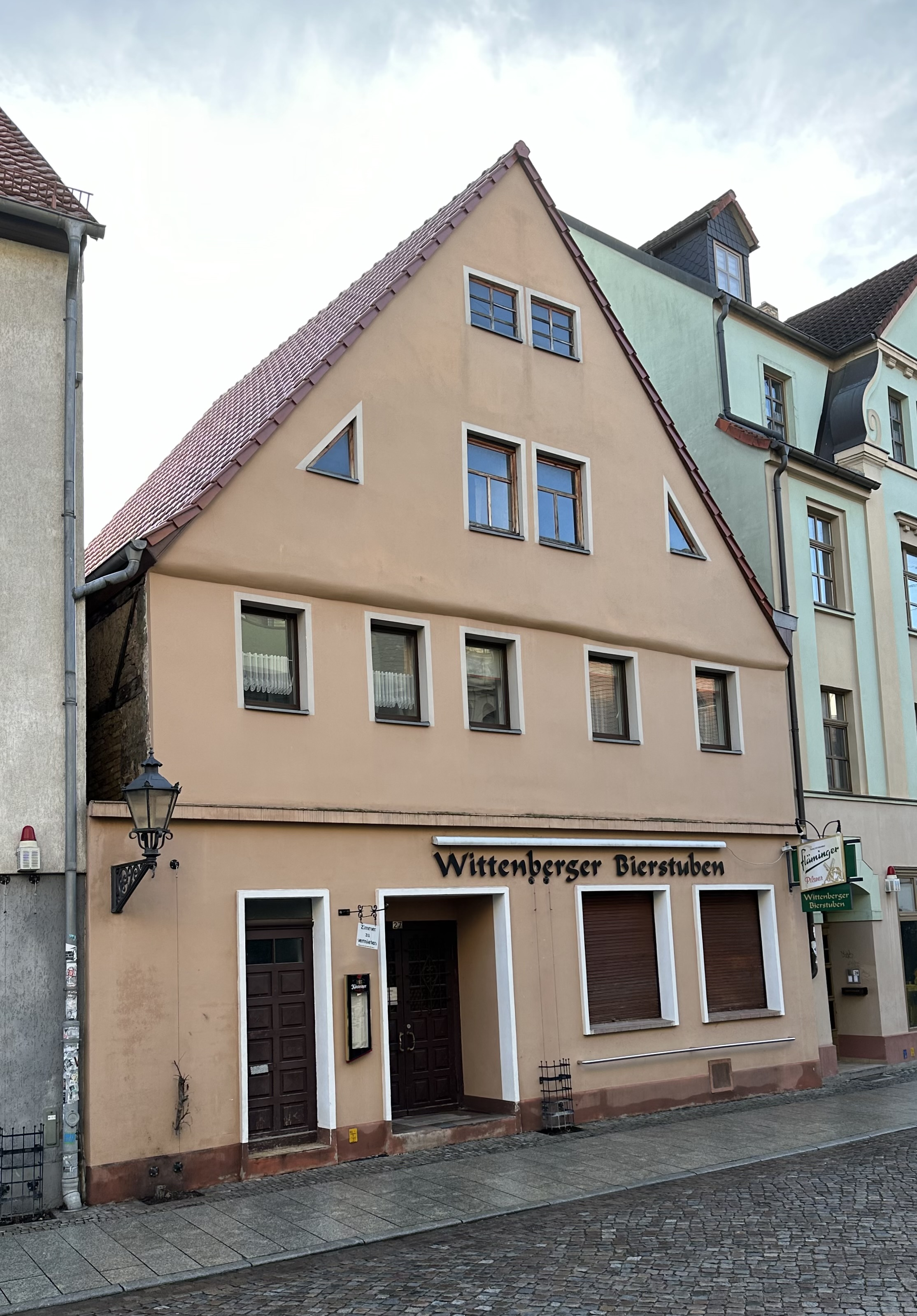
Jüdenstraße 27 im Jahr 2024

Die Jüdenstraße 27 ist ein denkmalgeschütztes Wohnhaus in der Lutherstadt Wittenberg in Sachsen-Anhalt.

## Lage
Das Gebäude befindet sich im nördlichen Teil der Altstadt der Lutherstadt Wittenberg auf der Südseite der Jüdenstraße.

## Architektur und Geschichte
Das Haus entstand vermutlich im 17. Jahrhundert und steht giebelständig zur Straße. Es wurde in Fachwerkbauweise errichtet, wobei die oberen Geschosse jeweils etwas vorkragen. Aktuell (Stand 2024) ist die Fassade in moderner Form verputzt. In der Zeit um 1930 wurde im Erdgeschoss des Gebäudes eine Gaststätte eingebaut. Derzeit (Stand 2024) besteht eine Nutzung als Wittenberger Bierstuben.
Im Denkmalverzeichnis des Landes Sachsen-Anhalt ist das Wohnhaus unter der Erfassungsnummer 094 35927 als Baudenkmal verzeichnet.